# دورة الألعاب الآسيوية 2030
دورة الألعاب الآسيوية 2030 هي النسخة الحادية والعشرين من دورة الألعاب الآسيوية وستقام في الدوحة بدولة قطر في عام 2030. ستستضيف الدوحة ثاني مرة فعاليات البطولة بعد فعاليات دورة الألعاب الآسيوية 2006.
انتخبت الدوحة لتكون المدينة المضيفة في الدورة 39 للجمعية العامة للمجلس الأولمبي الآسيوي في 16 ديسمبر 2020 في مسقط ، عمان. ستكون هذه الألعاب هي دورة الألعاب الآسيوية الثانية التي ستقام في قطر ، والثانية في شبه الجزيرة العربية ، والأولى من دورتين آسيويتين متتاليتين في شبه الجزيرة العربية ، ومن المقرر أن تكون الألعاب التالية هي دورة الألعاب الآسيوية 2034 في الرياض ، المملكة العربية السعودية.
ستكون الدوحة رابع مدينة تستضيف دورة الألعاب الآسيوية مرتين وستستخدم مرة أخرى الكثير من البنية التحتية التي تم بناؤها لهذا الحدث وأيضا لكأس العالم لكرة القدم 2022.
صوت المجلس الأولمبي الآسيوي في 16 ديسمبر 2020 في الجمعية العامة للمجلس الأولمبي الآسيوي ال 39 في مسقط ، عمان لاختيار المدينة المضيفة.

## الترشيح والاستضافة
في 15 ديسمبر 2020 ، أعلن رئيس المجلس الأولمبي الآسيوي الشيخ أحمد الفهد الصباح أنه سيحاول إيجاد حل للمدينة المضيفة المزدوجة لتجنب التصويت لدورة الألعاب الآسيوية 2030 ، من خلال إقناع مدينة واحدة باستضافة الحدث في عام 2030 والأخرى بتنظيم المسابقة في عام 2034. في 16 ديسمبر 2020 ، تم الإعلان عن أن الدوحة ستستضيف ألعاب 2030 بأعلى الأصوات وأن الرياض ستستضيف ألعاب 2034. وكانت السعودية قد طلبت من المجلس الأولمبي الآسيوي وقف التصويت الإلكتروني على مضيف دورة الألعاب الآسيوية 2030 بسبب "احتمال حدوث احتيال فني".